# Wade Fox
Rufus Wade Fox, Jr. (* 1920 in Hilton, Virginia; † 20. September 1964) war ein US-amerikanischer Zoologe und Herpetologe. Er spezialisierte sich auf die Anatomie der Schlangen und die Systematik der westlichen Strumpfbandnattern.
Fox absolvierte von 1946 bis 1950 ein Promotionsstudium an der University of California, Berkeley bei Robert C. Stebbins, das er mit der Dissertation Biology of the Garter Snakes of the San Francisco Bay Region abschloss. Daneben war er von 1943 bis 1949 Assistent des Kurators für Herpetologie im Museum of Vertebrate Zoology der Universität.
Er war Mitherausgeber der Zeitschrift Copeia und 1964 Präsident der Herpetologists’ League.

## Schriften
- Variation in the deer mouse (Peromyscus maniculatus) along the lower Columbia River. In: American Midland Naturalist. Band 40, Nr. 2, 1948, S. 420–452
- Biology of the garter snakes of the San Francisco Bay region. 1950; Dissertation
- Relationships among the garter snakes of the Thamnophis elegans rassenkreis. In: University of California Publications in Zoology. Nr. 50, 1951, S. 485–530.

In dieser Arbeit beschrieb Fox u. a. zwei Unterarten der Berg-Strumpfbandnatter: Die Küsten-Strumpfbandnatter Thamnophis elegans terrestris und T. elegans aquaticus, die heute als Hybride von Santa-Cruz- und Oregon-Strumpfbandnatter gilt.
- The status of the garter snake, Thamnophis sirtalis tetrataenia. In: Copeia. Band 1951, Nr. 4, S. 257–267.

Beschreibung der Kalifornischen Strumpfbandnatter T. sirtalis fitchi.